# مكارم الغمري
مكارم الغمري (مكارم أحمد الغمري) وُلدت في الفيوم في 1 نوفمبر 1947. وهي عميد سابق لكلية الألسن. لها إسهامات مهمة في مجالات الترجمة والأدب، وفي تطوير تعليم اللغات في مصر. وقد اختيرت ضمن شخصيات الموسوعة القومية للشخصيات المصرية البارزة (الطبعة الثالثة).

## المؤهلات العلمية
تخرجت مكارم الغمري في قسم اللغة الروسية في كلية الألسن بجامعة عين شمس عام 1967، وعُينت معيدة في العام نفسه للمساعدة في التدريس والبحث العلمي، ثم حصلت على درجة الدكتوراة في الأدب الروسي المقارن من جامعة موسكو عام 1973.

## الحياة العملية
ارتقت بين المناصب في كلية الألسن إلى أن أصبحت عميد الكلية في الفترة من 10/9/2002 حتى 31/7/2008. من أهم إسهاماتها في فترة العمادة هو تأسيس أول قسم لتعليم اللغة الكورية بجامعة في مصر والشرق الأوسط، وإدخال تدريس اللغتين البولندية والبرتغالية في الكلية. بالإضافة إلى ذلك حصلت على عضوية العديد من الاتحادات واللجان ومن أهمها عضوية اتحاد الكتاب المصريين، وعضوية لجنة الترجمة بالمجلس الأعلى للثقافة، والجمعية الدولية للأدب المقارن، والجمعية الدولية للمترجمين واللغوين العرب. كما مكارم في تحرير مجلة «فصول» للنقد الأدبي الصادرة عن الهيئة المصرية للكتاب.
تشارك مكارم الغمري في التحكيم في مسابقات محلية ودولية من أهمها مسابقة الدولة للتفوق في الآداب (مصر) وجوائز الدولية التشجيعية في الترجمة (مصر).

## الصعاب المهنية
في بداية حياتها المهنية واجهت العديد من المصاعب وكانت البداية بعد تخرجها من كلية الألسن بتقدير امتياز وكانت الأولى على دفعتها وعٌينت معيدة بها، ولكن عندما قررت استكمال مسيرتها التعليمية بالحصول على منحة للماجستير في الاتحاد السوفيتى كان قد صدر قرار بمنع سفر الآنسات، ولكنها استطاعت أن تتخطى مثل هذا القرار وبهذه الخطوة قد فتحت المجال للكثير من الفتيات لاستكمال دراستهم في الخارج.

## المؤلفات
بالإضافة إلى المؤلفات الأكاديمية والبحثية في مجالات الأدب والترجمة، كتبت مكارم الغمري الكثير من الكتب النقدية والتحليلية للأدب الروسي، كما أنها ترجمت العديد من المؤلفات الروسية إلى العربية لنشر الأدب الروسي بين متحدثي العربية.
كما أشرفت علي خمسين بحثا باللغتين العربية والروسية منها على سبيل المثال: الجذور الاجتماعية للخيال في إنتاج تشيكوف ويوسف إدريس والجريمة بين نجيب محفوظ ودستويفييسكي، وتم نشر هذا البحث الأخير بمناسبة حصول نجيب محفوظ علي جائزة نوبل بمجلة البيان بالكويت عام 1989.

### قائمة بأهم المؤلفات
- «الرواية الروسية في القرن التاسع عشر» عالم المعرفة، الكويت (1981م)[7]
- «مؤثرات عربية وإسلامية في الأدب الروسي» عالم المعرفة، الكويت (1991م)[8] (تٌرجم إلى اللغة الفارسية)
- نافخ البوق الخالد «مختارات قصصية للكاتب شولوخوف، جايدار، تيخونوف، وغيرهم»، دار التقدم، موسكو (1974م)
- دراسة وترجمة لمسرحية «الغابة» للكاتب المسرحي أوستروفسكي، الكويت، سلسلة من المسرح العالمي (1984م)
- بوشكين «عند نافورة الدموع» دراسة وترجمة لمختارات شعرية، المجلس الأعلى للثقافة، القاهرة (1999م)
- ترجمة كتاب إمام علي رحمان «الطاجيك في مرآة التاريخ»، دار الفكر العربى، القاهرة (2009)
- دراسة وترجمة لمسرحية «حامل مصائب غيره» للكاتب المســـرحي أوستروفسكي، الألف كتاب الثاني، الهيئة المصرية للكتاب (2016)
- دراسة وترجمة لمسرحية «القلب ليس بحجر» للكاتب المسرحي أوستروفسكي، الألف كتاب الثاني، الهيئة المصرية للكتاب (2016)

## الجوائز
فازت بجائزة الملك فيصل العالمية لسنة 1999. وذلك لدورها القيم باكتشاف تأثير التراث العربي الإسلامي على الكثير من الكتاب الروس وقد كانت جائزة مناصفة مع الأستاذ الدكتور سعيد عبد السلام علوش. وفي نفس العام فازت بميدالية (بوشكين) في إطار احتفال الحكومة الروسية بالمئوية الثانية لميلاد شاعر روسيا بوشكين في موسكو، ووسام فخري لنشر الادب الروسي عام 2006 أيضا ميدالية شولوخوف عام 2007. بالإضافة إلى حصولها على درع فخرى من حكومه كوريا الجنوبيه نوفمبر 2007.